# يوهان فيلهلم باير
يوهان فيلهلم باير (بالألمانية: Johann Wilhelm Baier ) (و. 1675 – 1729 م) هو رياضياتي، وفيزيائي، وعالم عقيدة، وأستاذ جامعي من ألمانيا . ولد في ينا.
توفي في آلتدورف نزديك نورنبرغ ، عن عمر يناهز 54 عاماً.